# Vír
Vír (in tedesco Wühr) è un comune ceco situato nel distretto di Žďár nad Sázavou, nella regione di Vysočina.